# Troleandomycin
Troleandomycin (viết tắt là TAO) là một loại kháng sinh macrolide. Nó được bán ở Ý (nhãn hiệu Triocetin) và Thổ Nhĩ Kỳ (nhãn hiệu Tekmisin). Nó không còn được bán ở Ý kể từ năm 2018.
Phương thức hoạt động của thuốc là liên kết với ribosome, đặc biệt là trong đường hầm mà qua đó các peptide mới được hình thành, do đó làm ngừng quá trình tổng hợp protein . Troleandomycin là một chất ức chế CYP3A4 có thể gây tương tác thuốc.